# Kostel v Dura Európos
Kostel v Dura Európos byla raně křesťanská modlitebna ve městě Dura Europós v jihovýchodní Sýrii na řece Eufrat. Vznikl na počátku 3. století přestavbou běžného domu na domus ecclesiae, předchůdce pozdějších křesťanských kostelů se sakrální architekturou výrazné odlišnou od dřívějších chrámů řecko-římské kultury. Jde tak o zdaleka nejstarší archeologicky prozkoumaný křesťanský liturgický prostor (druhý v pořadí, Kirkbize rovněž v Sýrii, je až z počátku 4. století). Po zániku města byl kostel v Dura Európos zasypán pískem a znovuobjeven byl ve 30. letech 20. století. Fresky a další nálezy byly převezeny do Yaleovy univerzitu, kde jsou součástí její galerie umění, a zbytek stavby byl kolem roku 2014 pravděpodobně zničen Islámským státem.

## Dějiny
Zpočátku se křesťané scházeli v soukromých domech. První křesťanské stavby se sakrální funkcí začaly vznikat pravděpodobně kolem roku 180 a označují se názvem domus ecclesiae.

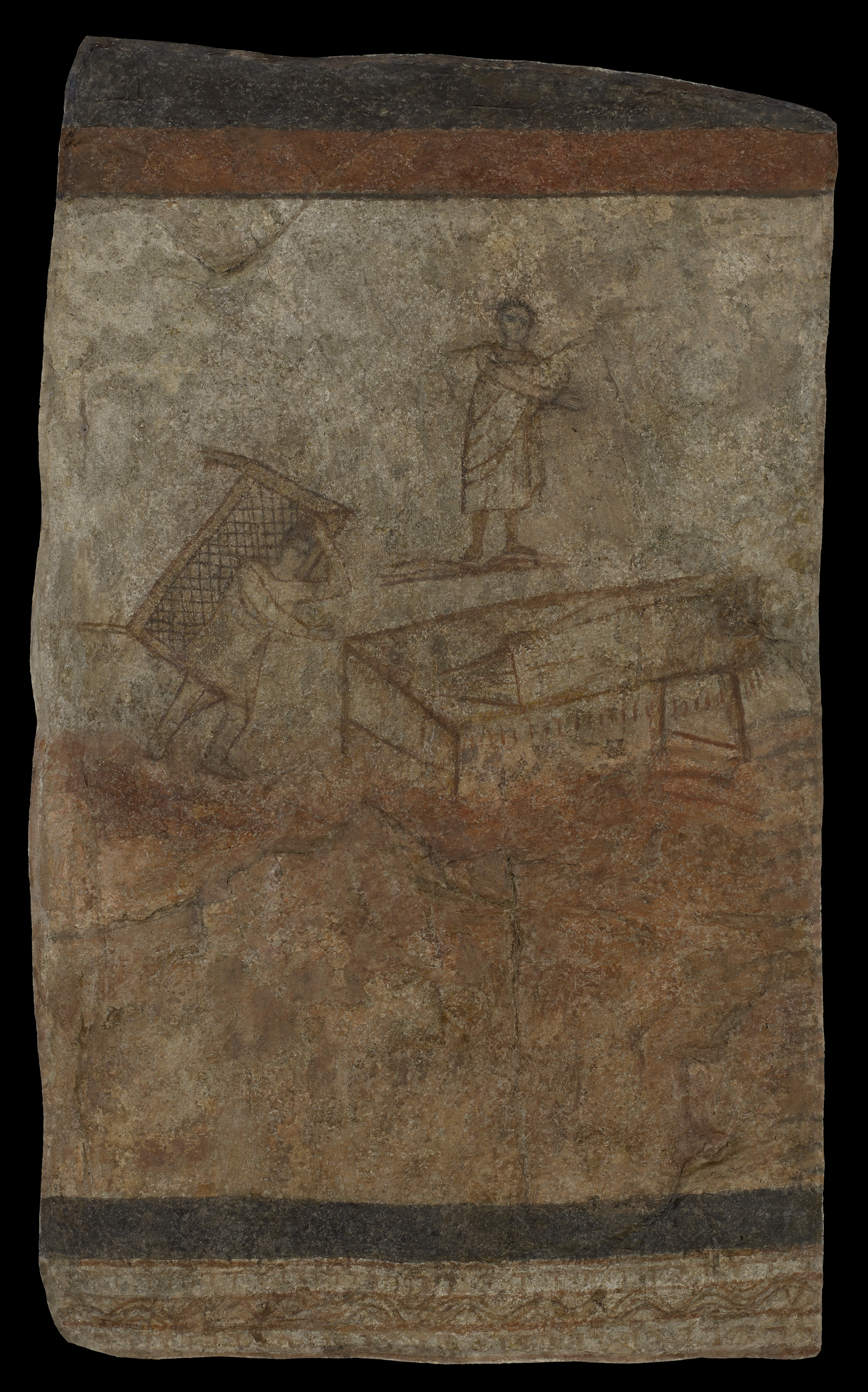
Uzdravení ochrnutého

Budova v Dura Europos získala sakrální funkci dávno před rozkvětem křesťanské architektury, který se datuje do druhého desetiletí 4. století. Původně se jednalo o typický římský dům, jehož centrem bylo sloupové nádvoří s otevřeným atriem s bazénem (impluvium). Na konci naproti vchodu byla vyvýšená plocha (tablinum), na níž stál stůl. Dům byl postaven počátkem 30. let 3. století a čistě sakrální funkci získal někdy mezi roky 240 a 250. Pravděpodobně tehdy byla vybourána jedna stěna atria, aby hlavní prostor mohl pojmout větší počet věřících. Nástěnné malby, které byly namalovány mezi lety 232 a 256, patří k nejstarším dochovaným ukázkám křesťanského umění. Obraz Uzdravení ochrnutého je nejstarší známou malbou zobrazující Ježíše. Po roce 256 byla stavba začleněna do opevnění, které mělo chránit město před vojsky perského krále Šápúra I. Po pádu města bylo obyvatelstvo deportováno a vše časem pokryl písek pouště.
Kostel byl v rámci vykopávek na počátku 30. let 20. století zčásti rozebrán a na Yaleově univerzitě rekonstruován, zatímco v Dura Europos zůstaly základy a zbytky zdí.

## Architektura
Hlavní prostor atria se používal k liturgii. Ponechání centrální části bez střechy bylo pravděpodobně záměrné, aby byl umožněn přístup světla (které symbolizovalo Krista) a vzduchu. V tablinu v čele prostoru seděl biskup, který u prostřeného stolu předsedal eucharistii. Toto uspořádání se později stalo základem prostorového rozvržení pozdějších křesťanských bazilik.
V obvodových stěnách nebyly kromě jediných vstupních dveří žádné otvory. Uzavřenost stavby byla způsobena tím, že křesťanství bylo ve třetím století, tedy před vydáním Milánského ediktu, zakázaným náboženstvím. Do kostela se vešlo asi 50-60 věřících.
Zvláštní místnost sloužila jako baptisterium; byla vybavena bazénem, který sloužil ke křtu.

## Výzdoba
Malby na stěnách se týkaly prvotního hříchu, obřadu křtu a spásy. Měly jasně symbolické rysy, které je výrazně odlišovaly od iluzionistických maleb, jaké tehdy v regionu převládaly. Architektura a výzdoba obsahovaly četné odkazy na symboly dříve přítomné v řecko-římské kultuře (holubice, kotva, loď, ryba, rybář, lyra) a v souladu s pokyny Klementa Alexandrijského je asimilovala pro křesťanské pedagogické účely.